# Dirphya subjuvenca
Dirphya subjuvenca är en skalbaggsart som först beskrevs av Stefan von Breuning 1950.  Dirphya subjuvenca ingår i släktet Dirphya och familjen långhorningar.
Artens utbredningsområde är Moçambique. Inga underarter finns listade i Catalogue of Life.